# Lista siturilor arheologice din județul Teleorman - B
Lista siturilor arheologice din județul Teleorman - B conține toate siturile arheologice din județul Teleorman înscrise în Repertoriul Arheologic Național (RAN) și aflate în localități al căror nume începe cu litera B. RAN este administrat de Ministerul Culturii și Patrimoniului Național și cuprinde date științifice, cartografice, topografice, imagini și planuri, precum și orice alte informații privitoare la zonele cu potențial arheologic, studiate sau nu, încă existente sau dispărute.
Puteți căuta un sit din localitățile care încep cu litera B folosind formularul de mai jos sau puteți naviga prin toate siturile din județ la Lista siturilor arheologice din județul Teleorman.
| Cod RAN                                   | Denumire | Localitate                      | Adresă                | Datare                       | Descoperit | Coordonate                                    | Imagine           | Erori            |
| ----------------------------------------- | --- | ------------------------------- | --------------------- | ---------------------------- | ---------- | --------------------------------------------- | ----------------- | ---------------- |
| 152813.01.01                              | Așezarea preistorică de la Beuca / ansamblu anonim (Categorie: așezare) (Tip: Așezare)                                                                                  | sat Beuca, comuna Beuca         | Beuca 001             | Boian                        |            | 44°15′26″N 24°57′02″E / 44.25722°N 24.95056°E | Încărcați imagine | Raportați eroare |
| 152813.01.02                              | Așezarea preistorică de la Beuca / ansamblu anonim (Categorie: așezare) (Tip: Așezare)                                                                                  | sat Beuca, comuna Beuca         | Beuca 001             |                              |            | 44°15′26″N 24°57′02″E / 44.25722°N 24.95056°E | Încărcați imagine | Raportați eroare |
| 152813.01.03                              | Așezarea preistorică de la Beuca / ansamblu anonim (Categorie: așezare) (Tip: Locuire)                                                                                  | sat Beuca, comuna Beuca         | Beuca 001             | Sântana de Mureș - Cerneahov |            | 44°15′26″N 24°57′02″E / 44.25722°N 24.95056°E | Încărcați imagine | Raportați eroare |
| 152813.02.01                              | Așezarea preistorică de la Beuca - Beuca 002 / ansamblu anonim (Categorie: așezare) (Tip: Așezare)                                                                      | sat Beuca, comuna Beuca         | Beuca 002             |                              |            | 44°15′50″N 24°57′18″E / 44.26389°N 24.955°E   | Încărcați imagine | Raportați eroare |
| 152813.03.01                              | Situla arheologic de la Beuca - Beuca 003 / ansamblu anonim (Categorie: așezare) (Tip: Așezare)                                                                         | sat Beuca, comuna Beuca         | Beuca 003             |                              |            | 44°14′25″N 24°57′25″E / 44.24028°N 24.95694°E | Încărcați imagine | Raportați eroare |
| 152813.03.02                              | Situla arheologic de la Beuca - Beuca 003 / ansamblu anonim (Categorie: așezare) (Tip: Așezare)                                                                         | sat Beuca, comuna Beuca         | Beuca 003             | Sântana de Mureș - Cerneahov |            | 44°14′25″N 24°57′25″E / 44.24028°N 24.95694°E | Încărcați imagine | Raportați eroare |
| 152813.03.03                              | Situla arheologic de la Beuca - Beuca 003 / ansamblu anonim (Categorie: așezare) (Tip: Așezare)                                                                         | sat Beuca, comuna Beuca         | Beuca 003             |                              |            | 44°14′25″N 24°57′25″E / 44.24028°N 24.95694°E | Încărcați imagine | Raportați eroare |
| 152813.04.01                              | Așezarea pluristratificată de la Beuca - Beuca 004 / ansamblu anonim (Categorie: așezare) (Tip: Așezare)                                                                | sat Beuca, comuna Beuca         | Beuca 004             |                              |            | 44°14′27″N 25°57′17″E / 44.24083°N 25.95472°E | Încărcați imagine | Raportați eroare |
| 152813.04.02                              | Așezarea pluristratificată de la Beuca - Beuca 004 / ansamblu anonim (Categorie: așezare) (Tip: așezare)                                                                | sat Beuca, comuna Beuca         | Beuca 004             |                              |            | 44°14′27″N 25°57′17″E / 44.24083°N 25.95472°E | Încărcați imagine | Raportați eroare |
| 152813.04.03                              | Așezarea pluristratificată de la Beuca - Beuca 004 / ansamblu anonim (Categorie: așezare) (Tip: așezare)                                                                | sat Beuca, comuna Beuca         | Beuca 004             | Dridu sec. IX-XI             |            | 44°14′27″N 25°57′17″E / 44.24083°N 25.95472°E | Încărcați imagine | Raportați eroare |
| 153641.01.01                              | Așezarea neoltică de la Beciu-"Rusca Cucoanei" / ansamblu anonim (Categorie: locuire) (Tip: așezare)                                                                    | sat Beciu, comuna Beciu         | Rusca Cucoanei I      |                              |            | 44°01′15″N 24°39′54″E / 44.02083°N 24.665°E   | Încărcați imagine | Raportați eroare |
| 153641.02.01                              | Așezarea neoltică de la Beciu-"Rusca Cucoanei II" / ansamblu anonim (Categorie: locuire) (Tip: Locuire)                                                                 | sat Beciu, comuna Beciu         | Rusca Cucoanei II     |                              |            | 44°01′09″N 24°39′57″E / 44.01917°N 24.66583°E | Încărcați imagine | Raportați eroare |
| 153641.03.01                              | Așezarea getică de la Beciu / ansamblu anonim (Categorie: locuire) (Tip: așezare)                                                                                       | sat Beciu, comuna Beciu         |                       | getică                       |            | 44°00′54″N 24°40′06″E / 44.015°N 24.66833°E   | Încărcați imagine | Raportați eroare |
| 153641.04                                 | Descoperire izolată preistorică la Beciu (Categorie: locuire) (Tip: descoperire izolată)                                                                                | sat Beciu, comuna Beciu         |                       |                              |            | 44°00′29″N 24°39′55″E / 44.00806°N 24.66528°E | Încărcați imagine | Raportați eroare |
| 153641.05.01                              | Așezarea preistorică de la Beciu / ansamblu anonim (Categorie: locuire) (Tip: Locuire)                                                                                  | sat Beciu, comuna Beciu         |                       |                              |            | 44°00′25″N 24°39′53″E / 44.00694°N 24.66472°E | Încărcați imagine | Raportați eroare |
| 153641.06.01                              | Așezarea neolitică de la Beciu-Rusca Scărișoreanu / ansamblu anonim (Categorie: locuire) (Tip: așezare)                                                                 | sat Beciu, comuna Beciu         | Rusca Scărișoreanu    |                              | 1997       | 44°00′26″N 24°40′07″E / 44.00722°N 24.66861°E | Încărcați imagine | Raportați eroare |
| 153641.07.01                              | Așezare preistorică la Beciu / ansamblu anonim (Categorie: locuire) (Tip: așezare)                                                                                      | sat Beciu, comuna Beciu         |                       |                              |            | 44°00′11″N 24°40′10″E / 44.00306°N 24.66945°E | Încărcați imagine | Raportați eroare |
| 153641.08.01                              | Așezare eneoltică la Beciu / ansamblu anonim (Categorie: locuire) (Tip: așezare)                                                                                        | sat Beciu, comuna Beciu         |                       | Gumelnița - A1               |            | 44°00′20″N 24°39′47″E / 44.00555°N 24.66306°E | Încărcați imagine | Raportați eroare |
| 152001.03.01                              | Tell-ul de la Blejesti-Măgura de Baltă / ansamblu anonim (Categorie: locuire) (Tip: așezare)                                                                            | sat Blejești, comuna Blejești   | Măgura din Baltă      | Gumelnița                    |            | 44°21′29″N 24°55′46″E / 44.35806°N 24.92945°E | Încărcați imagine | Raportați eroare |
| 152001.04.01                              | Tell-ul de la Balaci-Măgura de lângă Gârlă / ansamblu anonim (Categorie: locuire) (Tip: așezare)                                                                        | sat Balaci, comuna Balaci       | Măgura de lângă Gârlă | Gumelnița                    |            | 44°17′26″N 25°28′14″E / 44.29055°N 25.47056°E | Încărcați imagine | Raportați eroare |
| 152001.02.01 (Cod LMI: TR-I-s-B-14186)    | Tell-ul eneolitic de la Balaci - "Măgura de la Hodorog" / ansamblu anonim (Categorie: locuire civilă) (Tip: Tell)                                                       | sat Balaci, comuna Balaci       | Măgura de la Hodorog  | Gumelnița                    |            | 44°20′03″N 24°55′24″E / 44.33417°N 24.92333°E | Încărcați imagine | Raportați eroare |
| 153954.01.01 (Cod LMI: TR-I-m-B-14188.01) | Castrul roman de la Băneasa - "La Cetate" / ansamblu Castrul mare (Categorie: locuire militară) (Tip: Castru)                                                           | sat Băneasa, comuna Salcia      | La Cetate             | sec. II - III                |            | 43°56′29″N 24°58′07″E / 43.94139°N 24.96861°E | Încărcați imagine | Raportați eroare |
| 153954.01.02 (Cod LMI: TR-I-m-B-14188.02) | Castrul roman de la Băneasa - "La Cetate" / ansamblu Castrul mic (Categorie: locuire militară) (Tip: Castru)                                                            | sat Băneasa, comuna Salcia      | La Cetate             | sec. II-III                  |            | 43°56′29″N 24°58′07″E / 43.94139°N 24.96861°E | Încărcați imagine | Raportați eroare |
| 154031.01.01 (Cod LMI: TR-I-s-B-14189)    | Tell-ul neolitic de la Brebina - "Măgura din Vale" / ansamblu anonim (Categorie: locuire civilă) (Tip: Tell)                                                            | sat Brebina, comuna Scrioaștea  | Măgura din Vale       | Gumelnița                    |            | 44°09′54″N 24°58′12″E / 44.165°N 24.97°E      | Încărcați imagine | Raportați eroare |
| 152010.01.01 (Cod LMI: TR-I-s-B-14190)    | Așezarea Gumelnița de la Burdeni - "La Măgura" / ansamblu anonim (Categorie: locuire civilă) (Tip: Așezare)                                                             | sat Burdeni, comuna Balaci      | La Măgura             | Gumelnița                    |            | 44°22′09″N 24°57′01″E / 44.36916°N 24.95028°E | Încărcați imagine | Raportați eroare |
| 152243.01.01                              | Așezarea preistorică de la Bragadiru - "Măgură" / ansamblu anonim (Categorie: locuire civilă) (Tip: Așezare)                                                            | sat Bragadiru, comuna Bragadiru | Măgură                |                              |            | 43°45′19″N 25°30′11″E / 43.75528°N 25.50306°E | Încărcați imagine | Raportați eroare |
| 152243.01.02                              | Așezarea preistorică de la Bragadiru - "Măgură" / ansamblu anonim (Categorie: locuire civilă) (Tip: Așezare)                                                            | sat Bragadiru, comuna Bragadiru | Măgură                |                              |            | 43°45′19″N 25°30′11″E / 43.75528°N 25.50306°E | Încărcați imagine | Raportați eroare |
| 152001.01.01 (Cod LMI: TR-II-m-A-14268)   | Ruinele Curții lui Constantin Bălăceanu de la Balaci - "Centrul satului" / ansamblu Curtea lui Constantin Bălăceanu (Categorie: locuire civilă) (Tip: Curte boierească) | sat Balaci, comuna Balaci       | Centrul satului       | sec.XVIII                    | 2000       | 44°20′34″N 24°55′30″E / 44.34278°N 24.925°E   | Încărcați imagine | Raportați eroare |